# Mosquée Al-Rashid de Koweït
 (août 2017).
Si vous disposez d'ouvrages ou d'articles de référence ou si vous connaissez des sites web de qualité traitant du thème abordé ici, merci de compléter l'article en donnant les références utiles à sa vérifiabilité et en les liant à la section « Notes et références ».
La mosquée Al-Rashid (en arabe : مسجد الراشد) est un des principaux lieux de culte de l'Islam sunnite au Koweït.